# Cerkiew Zesłania Ducha Świętego w Iwano-Frankowem
Cerkiew Zesłania Ducha Świętego w Iwano-Frankowem – drewniana cerkiew greckokatolicka, zbudowana w 2012,  znajdująca się na terenie osiedla miejskiego Iwano-Frankowe w rejonie jaworowskim w obwodzie lwowskim.

## Historia obiektu
Około 300 osobowa grupa wiernych kościoła greckokatolickiego w prawie sześciotysięcznej społeczności osiedla miejskiego Iwano-Frankowe nie miała własnej świątyni i korzystała dotychczas z gościnności kościoła rzymskokatolickiego  Świętej Trójcy. Sytuacja radykalnie zmieniła się w 2012. Nową drewnianą cerkiew zbudowano w rekordowo krótkim czasie 2 miesięcy, 2 tygodni i 2 dni. Budowę sfinansował Władimir Artemowicz, fundator kilku świątyni we Lwowie.
Cerkiew o wysokości 18 m i długości 17 m, wyposażono we współczesny ikonostas. Jej poświęcenia dokonał asystent biskupa Lwowa biskup Benedykt w dniu 20 sierpnia 2012.    

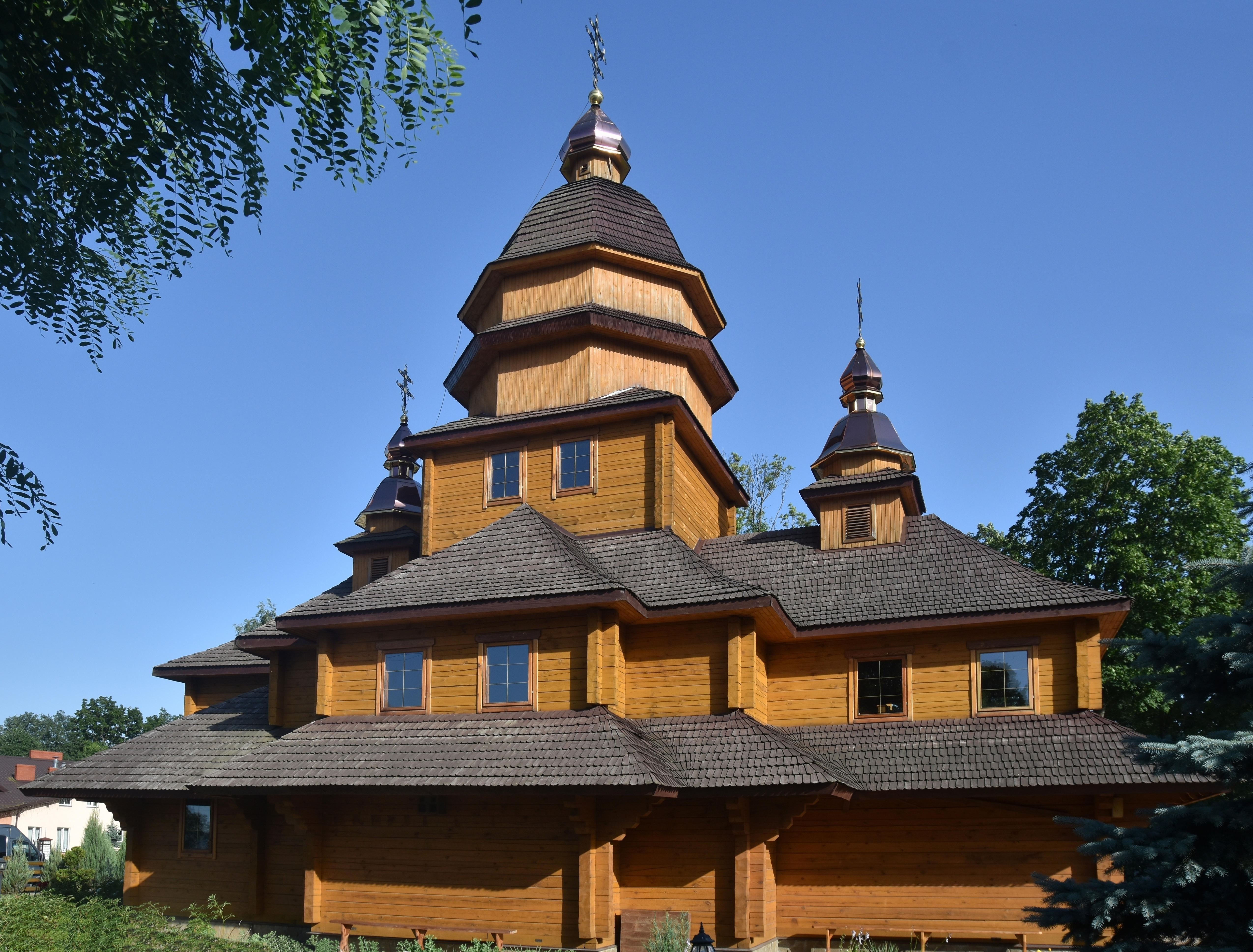
Elewacja południowa
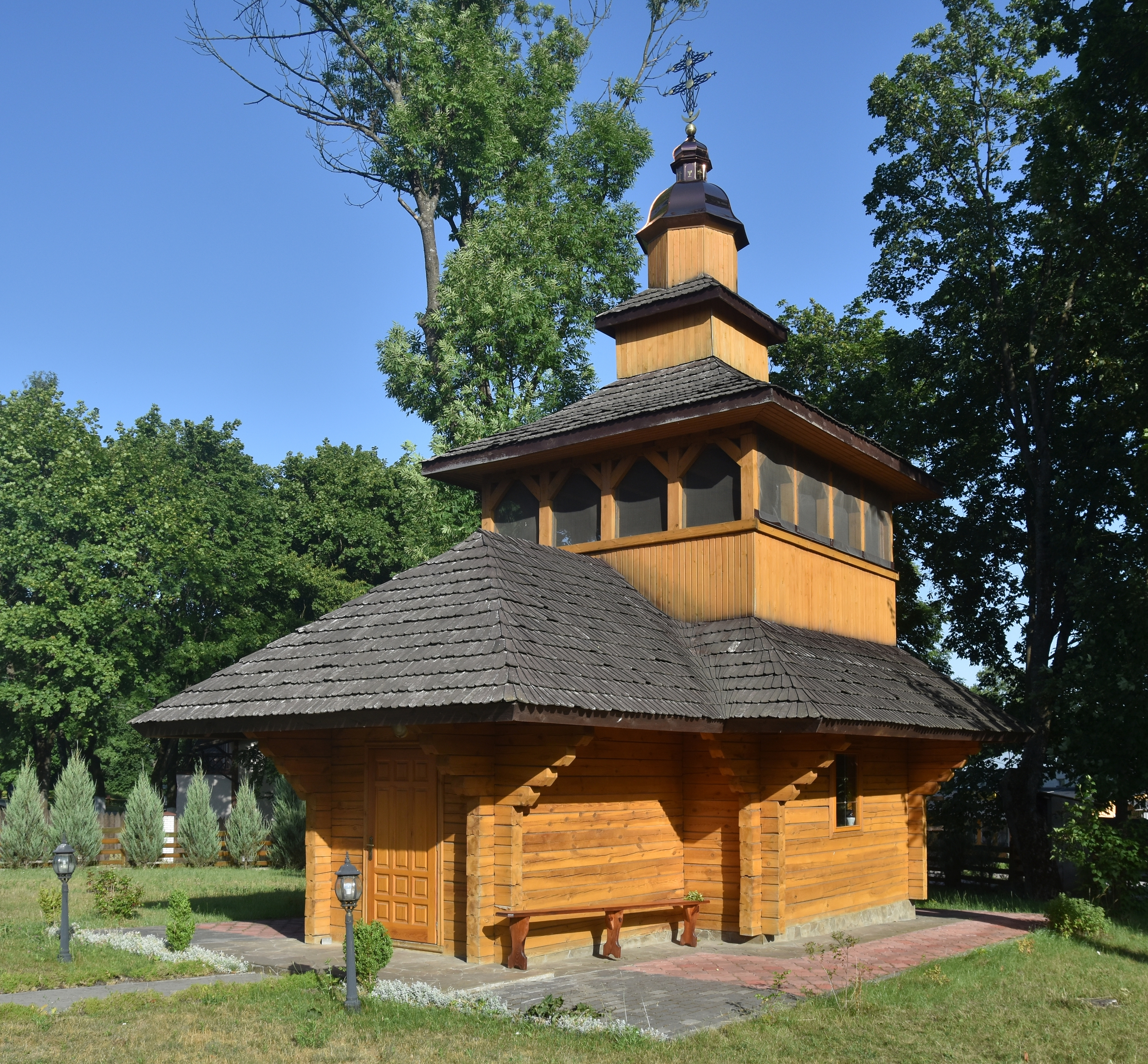
Dzwonnica
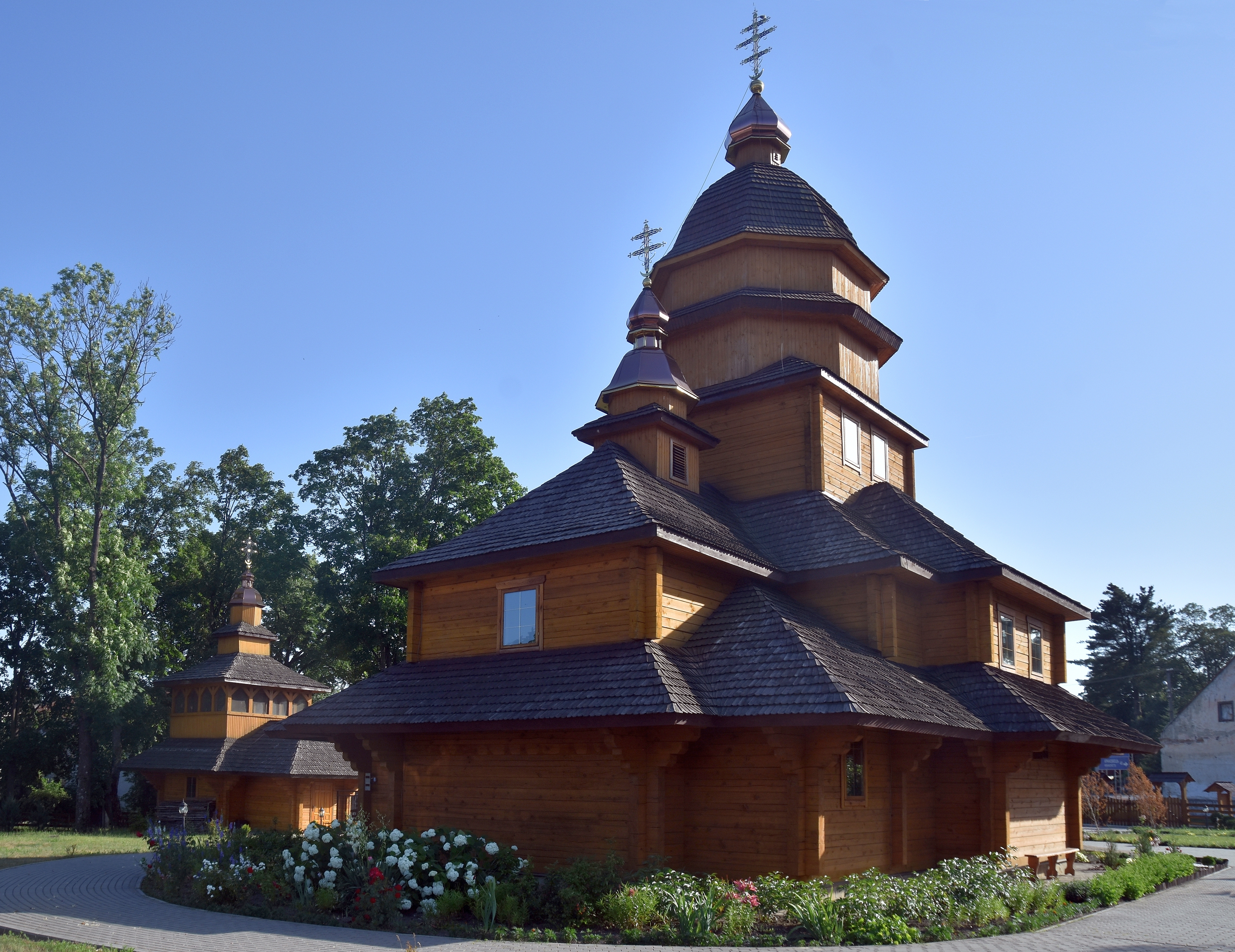
Widok od strony prezbiterium